# Tullio Cianetti

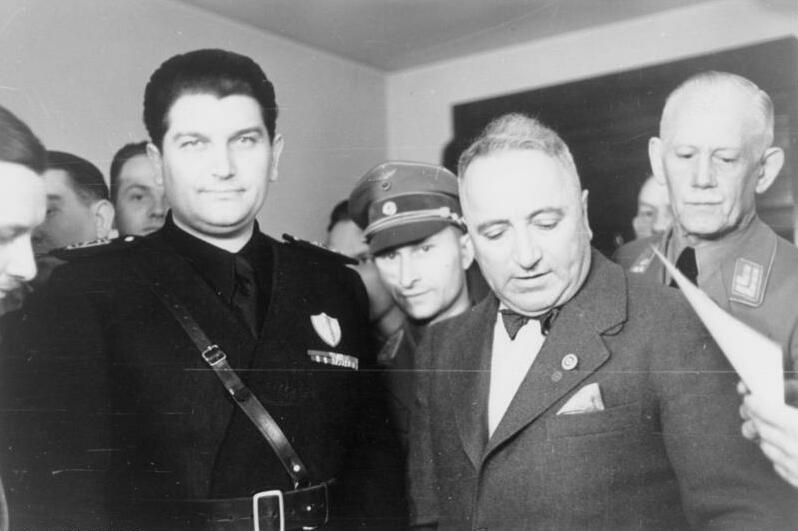
Tullio Cianetti (links) en Robert Ley (rechts)

Tullio Cianetti (Assisi, 20 juli 1899 – Mozambique, 1976 of Rome, 1981) was een Italiaans fascistisch staatsman. Cianetti was de oprichter en secretaris van de fascistische partij-afdeling van Assisi (1921). Cianetti nam deel aan de 'Mars naar Rome' (1922), waarna Mussolini premier van Italië werd. In 1924 werd hij regionaal secretaris van de Partito Nazionale Fascista (PNF).
Cianetti was een verklaard tegenstander van het kapitalisme en het communisme en een fervent aanhanger van het corporatisme. Van 1933 tot 1934 was Cianetti nationaal commissaris van de Confederatie van Fascistische Syndicaten en vanaf 1934 staatssecretaris van Corporaties. 
Tijdens de zitting van de Fascistische Grote Raad op 25 juli 1943 stemde hij vóór de motie van graaf Dino Grandi en was dus vóór de afzetting van Benito Mussolini als dictator. Een dag later trok hij zijn stem echter weer in. Tijdens het door de fascisten georganiseerde proces te Verona werd Cianetti tot 30 jaar gevangenisstraf veroordeeld. Na de Tweede Wereldoorlog kwam hij vrij en emigreerde hij naar Mozambique. Het is onduidelijk of hij daar in 1976 gestorven is, of dat hij in 1981 in Rome gestorven is.